# Напіврозпад Найробі
«Напіврозпад Найробі» (англ. Nairobi Half Life) — кенійський драматичний фільм 2012 року режисера Девіда «Тоши» Гітонги. Це перший кандидат від Кенії на премію «Оскар» у номінації «Найкращий фільм іноземною мовою», але фільм не потрапив в остаточний список претендентів.
На 33-му Міжнародному кінофестивалі в Дурбані Джозеф Вайріму став лауреатом премії як найкращий актор. Він також виграв премію на 9 церемонії нагородження Африканської кіноакадемії як найперспективніший актор. Він здобув найбільше нагород на конкурсі Africa Magic Viewers Choice Awards 2014 року.

## Сюжет
Юнак Муас (Джозеф Вайріму) досі живе з батьками в їхньому сільському будинку в Кенії. Він заробляє на життя, продаючи західні бойовики, він грає та зображує більшість персонажів фільмів, щоб привернути увагу клієнтів. Він — актор-початківець, тому коли він зустрічає групу акторів з Найробі, які виступають у його місті, він просить одного з них допомогти йому розпочати акторську кар'єру. Натомість його просять дати 1000 кенійських шилінгів (приблизно 10 доларів США) для того, щоб він з'явився в одній постановці. Муас може дозволити лише 500 кенійських шилінгів, іншу частину наказують взяти з собою до Національного театру у Найробі. Він дуже схвильований і, отримавши трохи грошей від своєї матері, вирушає до Найробі з нетривалою зупинкою у своєму місті, щоб попрощатися з друзями. Він зустрічає свого двоюрідного брата (ватажка банди), який дає Муасу дорогу радіосистему і трохи грошей, щоб дістатися до магазину техніки в центрі Найробі.
Діставшись до Найробі, він швидко дізнається, що в Найробі є щось більше, ніж просто можливості та чарівність. У перший же день злодії забирають у Муаса все, що він привіз з собою. Його заарештовують та відправляють до в'язниці на добу. У неочікуваній зміні подій Муаса знайомиться з найробським шахраєм Оті (Олуеня Майна), який стає для нього близьким другом і приймає у свою злочинну банду. Банда спеціалізується на віджиманні та крадіжках, причому основними цілями є автомобільні запчастини. За цей час Муас успішно пройшов кастинг і взяв участь у місцевій виставі від Phoenix Players. Він з'ясовує, що бореться і жонглює двома окремими світами. Нарешті Муас зустрічає свого двоюрідного брата, який змушує викрасти автомобіль, щоб погасити борг. Він переконує банду перейти від крадіжок запчастин до крадіжок автомобілів, щоб отримати більше. В цей час він закохується в Аміну, приходячи до неї на квартиру, де вона приймає клієнтів, і навіть бере її з собою в кіно.

## У ролях
| Актор                 | Роль     |
| --------------------- | -------- |
| Джозеф Вайріму        | Муас     |
| Олуеня Майна          | Оті      |
| Ненсі Ваньїку Каранья | Аміна    |
| Мугамбі Нтіга         | Седрик   |
| Пол Огола             | Мосе     |
| Антоні Ндунг'у        | Ваф      |
| Джонсон Гітау Чеге    | Кяло     |
| Камау Ндунгу          | Джон Вая |
| Абубакар Муенда       | Дінго    |
| Мбуру Кімані          | Татко М  |
| Мехул Савані          | Ханьї    |
| Майна Джозеф          | Кімачя   |

## Сприйняття

### Критика
Тодд Мак-Карті з «Голлівуд репортер» похвалив фільм після перегляду його на фестивалі AFI 2012: «Ця динамічна злочинна драма сприймається як принципово чесна та яскраво реалістична». KenyaBuzz виділила акторську майстерність Олвеня Майни у ролі Оті: «Цей персонаж скоріше нетрі, ніж прослуховування старих альбомів NWA. Він говорить зі злочинною впевненістю та ходить так, ніби володіє містом, попри те, що він звичайний злочинець».

### Номінації та нагороди
| Нагороди та номінації фільму «Напіврозпад Найробі» | Нагороди та номінації фільму «Напіврозпад Найробі» | Нагороди та номінації фільму «Напіврозпад Найробі» | Нагороди та номінації фільму «Напіврозпад Найробі» | Нагороди та номінації фільму «Напіврозпад Найробі» | Нагороди та номінації фільму «Напіврозпад Найробі» |
| Рік                                                | Кінофестиваль/кінопремія                           | Категорія/нагорода                                 | Номінант                                           | Результат                                          |                                                    |
| -------------------------------------------------- | -------------------------------------------------- | -------------------------------------------------- | -------------------------------------------------- | -------------------------------------------------- | -------------------------------------------------- |
| 2012                                               | AFI Fest                                           | Нагорода глядачів                                  | Девід «Тош» Гітонга                                | Перемога                                           |                                                    |
| 2012                                               | «Калаша»                                           | Найкращий оператор                                 | Крістіан Алмесбергер                               | Перемога                                           |                                                    |
| 2012                                               | Міжнародний кінофестиваль у Сан-Паулу              | Міжнародне журі: Найкращий фільм                   | Девід «Тош» Гітонга                                | Номінація                                          |                                                    |
| 2013                                               | Кінофестиваль у Нешвіллі                           | Змагання нових режисерів                           | Девід «Тош» Гітонга                                | Перемога                                           |                                                    |
| 2013                                               | Кінофестиваль у Нешвіллі                           | Найкращий актор у змаганні нових режисерів         | Джозеф Вайріму                                     | Перемога                                           |                                                    |
| 2014                                               | Africa Magic Viewers Choice                        | Найкращий оператор                                 | Крістіан Алмесбергер                               | Перемога                                           |                                                    |
| 2014                                               | «Чорна бобина»                                     | Найкращий іноземний фільм                          | «Напіврозпад Найробі»                              | Номінація                                          |                                                    |